# 페이지 부재
페이지 부재 또는 페이지 폴트(page fault, #PF, PF, hard fault)는 메모리에 적재된 페이지중에 사용 페이지가 없을 때를 가리킨다. 시스템의 종류에 따라 약간 다를 수 있으나, 대체로는 빈 페이지가 하나도 없거나, 미리 정한 수보다 적을 때 발생한다.